# Bertrimont
Bertrimont – miejscowość i gmina we Francji, w regionie Normandia, w departamencie Sekwana Nadmorska.
Według danych na rok 1990 gminę zamieszkiwały 124 osoby, a gęstość zaludnienia wynosiła 26 osób/km² (wśród 1421 gmin Górnej Normandii Bertrimont plasuje się na 774. miejscu pod względem liczby ludności, natomiast pod względem powierzchni na miejscu 705.).